# 崔真淑
崔 真淑（さい ますみ、1983年1月17日 - ）は、岐阜県出身のエコノミスト。株式会社グッド・ニュースアンドカンパニーズ代表取締役、カオナビ社外取締役、日経CNBC経済解説委員、東京証券取引所資本市場講師。

## 人物
岐阜県岐阜市生まれ。三重県桑名市出身。
2008年株式会社大和証券SMBC金融証券研究所（現：大和証券）に入社し、アナリストとして資本市場分析に携わる。後に日本国債などを扱う債券トレーダーとしても活動する。2012年株式会社大和証券SMBC（現：大和証券）を退職し、大学、メディア等で経済/資本市場の解説を行う。
2012年10月より東京証券取引所の産学連携プロジェクト『ソーシャルかぶコン2013』に協力し、資本市場の社会的意義を伝えるための活動を本格化する。2013年4月日経CNBC経済解説委員に就任。
2014年4月、昭和女子大学現代ビジネス研究所の研究員となる。同年、一橋大学大学院国際企業戦略研究科修士課程に入学。その後、資本市場活性化に関する研究で、MBA取得。
2017年より一橋大学イノベーション研究センターにて研究する。
2018年4月、一橋大学大学院経営管理研究科博士後期課程入学。

## 略歴
- 1998年 - 金城学院中学校卒業。
- 2001年 - 金城学院高等学校卒業。
- 2002年 - 南山大学数理情報学部数理学科中退。
- 2008年 - 神戸大学経済学部卒業[6]。
- 2008年 - 株式会社大和証券SMBC入社[6]。株式会社大和証券SMBC金融証券研究所にてアナリストとして活動。
- 2012年5月 - 株式会社大和証券SMBC(現：大和証券)退職。
- 2012年6月 - 経済/資本市場の社会的意義を伝えるGood News and Companiesを設立し、メディア、大学等で経済解説を行う。
- 2012年10月 - 東京証券取引所と産学連携プロジェクト『ソーシャルかぶコン2013』を立ち上げに協力する。
- 2012年10月 - ラジオNIKKI『マネー女子会』のゲスト出演を機に、メディアでの出演が増加。
- 2013年 1月 - ラジオNIKKEI『マネー女子会』レギュラーパーソナリティー就任。ラジオNIKKEI『マーケットプレス』レギュラーキャスター就任。
- 2013年4月 - 日経CNBC経済経済解説委員に女性として史上最年少で就任[6]。日経CNBC『昼エクスプレス』にてレギュラーコメンテーターに就任。
- 2014年4月 - 一橋大学大学院国際企業戦略研究科修士課程入学。
- 2014年4月 - BSJAPAN「日経マーケットアイ」レギュラーコメンテーター就任。
- 2015年4月 - 日経CNBC『崔真淑のお金に好かれる働き女子学』開始。日経CNBC史上初の冠番組となる。
- 2016年 - 一橋大学大学院国際企業戦略科修士課程金融戦略・経営財務コース修了[6]、経営修士（専門職）（経営学修士(MBA)）取得[8]。グッド・ニュースアンドカンパニーズ設立、代表取締役[6]。エイボン・プロダクツ社外取締役就任[9][10]
- 2017年 - 一橋大学イノベーション研究センターにて資本市場活性化のための研究を開始。
- 2018年4月 - 一橋大学大学院経営管理研究科博士後期課程入学[6][11]。
- 2019年6月 - 東証一部　シーボン社外取締役に就任[9]。
- 2021年6月 - 東証マザーズ　カオナビ社外取締役に就任[6]。
- 2024年6月 - ライズ・コンサルティング・グループ社外取締役に就任。

## レギュラー出演
- テレビ東京『昼サテ』 - マーケット解説
- フジテレビ『FNN Live News　α』　-　コメンテーター(不定期出演)
- NHKBS1『経済フロントライン』（[12]
- NHKラジオ第一『マイあさラジオ』コーナー「崔真淑のお金のヒント」担当（[13]
- 日経CNBC『SAIが行く！ウーマンエコノミストの気になる今！』[14]
- 日経CNBC『昼エクスプレス』[15]
- ラジオNIKKEI『マーケットプレス』[16]
- BSJAPAN 『日経モーニングプラス』コーナー「さいますみのマーケットラボ」担当[17]
- 文化放送『The News Masters TOKYO』金曜日7時台レギュラー
- BSスカパー!「水曜日のニュース・ロバートソン」
- TBSラジオ荻上チキ・Session（不定期コメンテーター）

## 著書
- 『30年分の経済ニュースが1時間で学べる』2019年4月、大和書房、ISBN 978-4479796879
- 『ど素人でもわかる経済学』2019年8月、翔泳社、ISBN 978-4798158501
- 『投資一年目のための経済と政治のニュースが面白いほどわかる本』2021年11月、大和書房

## 連載
- 『知りたがり女子の、なっとく経済学！』（産経新聞出版社『ネットマネー』月一回）
- 『OL経済知恵袋』（サンケイリビング新聞社『リビング新聞』月一回）
- 『崔真淑の女子とキャリアの経済学』（日経BP社『日経ウーマン』隔週）
- 『NEWSな言葉』（光文社経済アナリスト森永卓郎氏、経済学者安田洋祐氏とのリレー連載）

## 講演実績
- 東京証券取引所「東証・大証統合記念セミナー」
- 東京証券取引所「金融危機をチャンスに活かす」[18]
- 産業能率大学内外情勢調査会「ビジネスの武器としての経済学」[19]
- 慶応義塾大学大学院「ダイアログとデザインの未来Vol.8 経済の未来」[20]
- SG FPパートナー愛知「マクロ経済学の基礎とアベノミクス」